# Evangelos Mantzios
Evangelos Mantzios (en griego  Ευάγγελος Μάντζιος) (nacido el 22 de abril de 1983 en Atenas, Grecia) es un futbolista griego que juega como delantero y actualmente está en el Levadiakos.

## Selección nacional
Ha sido internacional con la selección de fútbol de Grecia, ha jugado 7 partidos internacionales.

## Clubes
| Club                 | País       | Año       |
| -------------------- | ---------- | --------- |
| Panionios NFC        | Grecia     | 2001-2005 |
| Panathinaikos FC     | Grecia     | 2005-2008 |
| Eintracht Frankfurt  | Alemania   | 2008      |
| Panathinaikos FC     | Grecia     | 2008-2009 |
| Anorthosis Famagusta | Chipre     | 2010      |
| CS Marítimo          | Portugal   | 2010-2011 |
| OFI Creta            | Grecia     | 2011-2012 |
| FC Baku              | Azerbaiyán | 2012-2013 |
| Atromitos FC         | Grecia     | 2013      |
| Levadiakos           | Grecia     | 2013-2017 |
| Apollon Smyrnis      | Grecia     | 2018      |
| Olympiakos Volou     | Grecia     | 2019      |
| Levadiakos           | Grecia     | 2019-     |